# 1179
1179 (MCLXXIX) je bilo navadno leto, ki se je po julijanskem koledarju začelo na ponedeljek.

## Dogodki

### Slovanija
- Umrlega krškega škofa Romana II. nasledi Herman Ortenburški, prej oglejski naddiakon. Temu se zoperstavi Salzburška nadškofija, ki imenuje Dietricha Albeškega.

### Evropa

#### Sveti sedež
- 5. marec - Tretji lateranski koncil prenovi cerkveno življenje ter obsodi herezijo katarov in valdežanov.
- 23. maj - Bula »Manifestis probatum«: papež Aleksander III.  prizna Portugalsko in njenega kralja Alfonza Henrika (Alfonz I.). Gre za zadnji korak, v katerem je Portugalski nesporno potrjena politična samostojnost od kraljevine Leon in s tem od ostale Španije.
- 29. september - Komaj se papež Aleksander III. vrne v Rim, je primoran v ponovno izgnanstvo. Rimsko plemstvo si nastavi za (proti)papeža Inocenca III. 1180 ↔

#### Ostalo po Evropi
- 18. junij - Bitka pri Kalvskinnetu: uporniška skupna plemičev, po imenu Birkebeinerji, ki jih vodi Sverre Sigurdsson, porazi jarla Erlinga Skakkeja, sicer očeta norveškega kralja Magnusa V., ki ga izguba očeta zelo oslabi. 1184 ↔
- 1. november  - Francoski kronski princ Filip je okronan za francoskega kralja. Za to potezo se je odločil njegov oče Ludvik VII., katerega zdravje je po sinovi hudi bolezni (podhladitev na lovu) bistveno opešalo.
- Angleški kralj Henrik II. prizna svojega tretjega sina Riharda za vojvodo Akvitanije.
- Almohadi poskusijo z veliko invazijo na Portugalsko, vendar jih Portugalci zavrnejo tako na morju kot na kopnem.
- Na papeževo zahtevo je pod okriljem istoimenske opatije ustanovljen Westminsterski kolidž, London.
- Bizantinsko cesarstvo: poroka med Marijo Komneno, hčerko cesarja Manuela I., in Renierom Montferraškim.
- Izumre linija grofov Tusculuma. Glede na izročilo naj bi bili po eni od vej njihovi potomci družina Colonna.

### Bližnji vzhod
- Križarji hitijo z gradnjo utrdbe Chastellet na strateško pomembnem prehodu Jakobov brod čez reko Jordan. Dokončana utrdba bi močno otežila Saladinov dostop do Jeruzalema in hkrati predstavljala bazo za plenjenje po Siriji.
- 23. avgust - Saladin prične oblegati Chastellet. Čeprav je kralj Baldvin IV. v relativni bližini (dvanajst ur ježe), mu ne uspe dovolj hitro zbrati vojske, da bi preprečil padec utrdbe. ↓
- 30. avgust → Saladin pobije celotno vojaško posadko utrdbe 700 templarjev in zasužnji preostale (arhitekte, mojstre, delavce). Nato utrdbo poruši do temeljev.
  - Med ujetniki je tudi veliki mojster vitezov templarjev Odo de St Amand.
  - Nepazljivo ravnanje s trupli pobitih sproži epidemijo v Saladinovi vojski.
- Grof Henrik I. Šampanjski se vrača iz romanja v Sveto deželo preko Anatolije, ko ga ujame vojska seldžuškega sultana Kilidža Arslana. 1180 ↔

## Rojstva
- 13. maj - Teobald III. Šampanjski, grof Šampanje in prvi vodja četrtega križarskega pohoda († 1201)
- Bertran de Born lo Filhs, okcitanski trubadur in vitez († 1233)
- Ivan Ibelinski, baron Bejruta († 1236)
- Jakut al-Hamavi, muslimanski geograf grškega rodu († 1229)
- Konstanca Aragonska, princesa, ogrska kraljica, sicilska kraljica, rimsko-nemška cesarica († 1222)
- Mihael Černigovski, knez Černigova, svetnik († 1246)
- Snorri Sturluson, islandski zgodovinar, državnik († 1241)
- Vilijem IV., grof Ponthieuja († 1221)

## Smrti
- 18. junij - Erling Skakke, norveški grof (* 1115)
- 17. avgust - Roman II., krški škof
- 17. september - Hildegarda iz Bingna,  nemška opatinja, učenjakinja, pisateljica, skladateljica (* 1098)
- Humfrej II. Toronski, jeruzalemski dvornik, konstabl (* 1117)
- Raino Tuskulški, zadnji grof Tusculuma
- Sanča Kastiljska, navarska kraljica (* 1139)